# Ризня
Ризня (укр. Різня) — село на Украине, находится в Малинском районе Житомирской области.
Код КОАТУУ — 1823485203. Население по переписи 2001 года составляет 279 человек. Почтовый индекс — 11600. Телефонный код — 4133. Занимает площадь 1,748 км².

## Адрес местного совета
11600, Житомирская область, Малинский р-н, с. Малиновка